# 平安志願者
平安志願者，是中華人民共和國為維持社會穩定所推行的一種志願工作制度。

## 常見任務
- 參加各類巡防活動，及時回報治安、消防、交通等隱患信息，以消除隱患、防範犯罪、維護穩定。[3]
- 向民眾宣傳政策及法規，向當局傳達社會情勢及民眾意見，並協助調解矛盾糾紛。[3][4]

### 平安地铁志愿者
- 提醒乘客安全等相關注意事項
- 在車站內協助残疾乘客移動
- 協助尋找走散的人及遺失物品
- 举报站内形迹可疑人员[5]

## 延伸閱讀
- 「朝陽群眾」與「西城大媽」是何人？｜端傳媒Initium Media （页面存档备份，存于）
- 北京反恐問答賽朝陽群眾大戰西城大媽結果是？｜香港01
- 【第五大情報組織】「朝陽群眾」APP助警方維安月供2萬舉報線索｜香港01